# シュテファン・フェッツナー
シュテファン・フェッツナー（Steffen Fetzner 1968年8月17日- ）は、西ドイツ・カールスルーエ出身の元卓球選手、指導者。
1989年から2000年まで世界卓球選手権、ヨーロッパ卓球選手権、ワールドカップでメダルを獲得した。
1989年にドルトムントで開催された第40回世界卓球選手権では、ヨルグ・ロスコフとのダブルスで金メダルを獲得した。
また、1992年のバルセロナオリンピックではダブルスで銀メダルを獲得している。
現役時代、ドイツ代表として206試合に出場し、オリンピックに3回、世界卓球選手権、ヨーロッパ卓球選手権に合わせて7回出場している。
現役引退後は、カタールのドーハにあるアスパイア・アカデミーでコーチを務めた。